# Posof
Posof est une ville et un district de la province d'Ardahan, dans la région de l'Anatolie orientale, en Turquie.

## Histoire
Population autrefois victime de la déportation russe, elle reste tout de même un peu présente dans le secteur ci. La population fait partie donc du groupe des « ahiska turkleri » signifiant « turc d’Ahiska ». Ahiska est la région dont fait partie Posof.
Étant turcs et aussi caucasiens dit aussi « kavkaz », ils profitent de la culture turque tout comme de la culture caucasienne (des danses, de certains plats) tout en ayant leur culture unique en eux-mêmes.